# Nyack
Nyack [ˈnaɪæk] ist eine Ortschaft (Village) im Rockland County von New York. Bei der Volkszählung im Jahr 2020 hatte Nyack 7265 Einwohner.

## Geographie
Nyack erstreckt sich über Gebiete der Städte Orangetown und Clarkstown. Es liegt am Westufer des Hudson River im Bereich der Tappan Zee, direkt gegenüber von Tarrytown.
Nyack ist eins von fünf Villages und Hamlets (Nyack, Central Nyack, South Nyack, South Nyack, Upper Nyack und West Nyack), die im Südosten des Rockland County liegen und zusammen The Nyacks genannt werden.

## Geschichte
Nyack war ursprünglich von Nyack Indians genannten Indianern besiedelt. Von ihnen leitet sich auch der Name des Ortes ab.
Steinerne Reste der indianischen Besiedlung und viele Austernschalen, die am Ufer des Hudson gefunden wurden, deuten darauf hin, dass sich hier ein beliebter Fischfang-Platz der einheimischen Bevölkerung befand.
1675 siedelten sich die ersten Weißen im Rockland County bei Nyack an. Die offizielle Gründung Nyacks als Village erfolgte 1782.
Die drei wichtigsten Industriezweige waren früher die Gewinnung von Sandstein für Gebäude in New York City (etwa 1800–1840), Bootsbau – Schaluppen, Dampfschiffe, später Vergnügungsboote und U-Boot-Jäger für den Ersten und Zweiten Weltkrieg (etwa 1815–1948) und Schuhherstellung (etwa 1828–1900).
Bis zu ihrer Stilllegung in der zweiten Hälfte des 20. Jahrhunderts verband die West Shore Railroad Nyack mit Weehawken, von wo Fähren nach New York City fuhren. Nach Fertigstellung der Tappan Zee Bridge über den Hudson River im Jahr 1955 war ein starker Bevölkerungszuwachs zu verzeichnen.
In den 1980er Jahren startete der Ort ein Revitalisierungs-Projekt zur Belebung der Innenstadt und zum Ausbau der Wirtschaft. Zu dieser Zeit wurde das Helen-Hayes-Theater errichtet und in der Innenstadt siedelten sich viele neue Geschäfte an. 2017 bis 2019 riss man die alte Tappan Zee Bridge ab und 2017/18 eröffnete man als Ersatz die neue Tappan Zee Bridge.

## Kultur und Sehenswürdigkeiten
- Edward Hopper House Art Center – Wohnhaus des Malers Edward Hopper, erbaut 1858. Ein Zimmer ist Hoppers Arbeit und Leben in Nyack gewidmet. Drei weitere Räume bieten Platz für monatliche Ausstellungen örtlicher Künstler. Der Garten ist Schauplatz von Jazz-Konzerten.
- John Green House – erbaut 1817 von John Green aus Sandstein, der vor Ort gewonnen wurde. Jetzt verputzt und gelb gestrichen. Das älteste Haus in Nyack. Green eröffnete das erste Sägewerk in Nyack und später ein Geschäft. Das Gebäude ist ein privates Wohnhaus.
- Nyack Library – große Sammlung von Fotografien, und Druckerzeugnissen aus der Geschichte von Nyack.
- Oak-Hill-Cemetery – Friedhof seit 1840 bis heute, gewidmet am 27. Juni 1848, spiegelt die Wandlung vom kleinen Familienfriedhof und religiösem Gottesacker zum Gemeinde-Friedhof wider. Hier befinden sich die Gräber der Gründer Nyacks, des Dramatikers Charles MacArthur und seiner Frau, der Schauspielerin Helen Hayes, des Wissenschaftlers und Erfinders William Hand und des Malers Edward Hopper.
- Rot-Kreuz-Zentrum – charakteristisches Gebäude im Queen Anne Style, 1882 erbaut von Julia und Garret Blauvelt, einem Physiker, Chirurgen und Direktor des Nyack Hospital, 1915 an das Rote Kreuz übergeben. Während des Ersten und Zweiten Weltkrieges und des Koreakrieges war das Zentrum Drehscheibe für die Verteilung von Lebensmitteln, Blutspenden, Kleidersammlungen und Lieferungen für die Versendung nach Übersee. Helen Hayes, die in der Nähe wohnte, war Vorsitzende der Kriegs-Fonds-Spendensammlung während des Zweiten Weltkrieges. Camp Shanks, einer der Militär-Stützpunkte während des Krieges, war auf die Dienste und Freiwilligen des Roten Kreuzes angewiesen. Heute stellt das Zentrum weiterhin Kleidung, Lebensmittel und Unterkünfte bei Notfällen bereit. Außerdem bietet das Zentrum seit den Terroranschlägen am 11. September 2001 Kurse für Erste Hilfe und Lebensrettung an.
- River Rowing Association (RRA, Fluss-Ruder-Verein) – 1881 gründete Julian O. Davidson, ein örtlicher Künstler und Maler die Nyack Rowing Association (NRA), die sich der Rudertechnik Skullen verschrieb. Das große Bootshaus, erbaut 1882, wurde von William Smith entworfen und im Stick Style errichtet, der sich bei vielen Häusern am Fluss findet. Heute plant die RRA ein permanentes Gemeinde-Ruder- und Paddel-Zentrum in Nyack, in dem sich Menschen aus allen Gesellschaftsschichten am Zugang zum Hudson River erfreuen können.
- U.S. Post Office Nyack – das 1932 im neoklassizistischen Stil erbaute Gebäude ist eines der wenigen Beispiele, bei denen dieser Stil in der Zwischenkriegszeit für ein Postamt verwendet wurde.

## Persönlichkeiten

### Söhne und Töchter von Nyack
- Joseph Johnson Hart (1859–1926), Politiker
- Percey F. Smith (1867–1956), Mathematiker
- Edward Hopper (1882–1967), Maler
- Joseph Cornell (1903–1972), Künstler
- Basil A. Pruitt (1930–2019), Chirurg
- Joseph A. Komonchak (* 1939), römisch-katholischer Theologe
- Bruce Blackadar (* 1948), Mathematiker
- Chuck Loeb (1955–2017), Jazzgitarrist, Komponist, Arrangeur und Musikproduzent
- Joanna Rakoff (* 1972), Schriftstellerin
- Mark Ferrandino (* 1977), Politiker
- Mondaire Jones (* 1987), Politiker und Rechtsanwalt
- Devin McCourty (* 1987), American-Football-Spieler
- Jason McCourty (* 1987), American-Football-Spieler
- Stella Maeve (* 1989), Schauspielerin
- Matt Hennessy (* 1997), American-Football-Spieler

### Persönlichkeiten, die vor Ort gewirkt haben
- Albert Benjamin Simpson (1843–1919), presbyterianischer Pastor, Evangelist und Autor
- Helen Hayes (1900–1993), Schauspielerin
- Vera Konstantinowna Romanowa (1906–2001), Prinzessin aus dem Adelshaus Romanow-Holstein-Gottorp
- Horton Foote (1916–2009), Dramatiker und Drehbuchautor
- Van Johnson (1916–2008), Schauspieler
- Carson McCullers (1917–1967), Schriftstellerin
- Ellen Burstyn (* 1932), Schauspielerin
- Jonathan Demme (1944–2017), Regisseur
- Rupert Holmes (* 1947), Komponist, Liedermacher und Autor
- Jordan Rudess (* 1956), Musiker
- Joseph Alessi (* 1959), Posaunist
- Jerry Only (* 1959), Rockmusiker
- Larry Mullen Junior (* 1961), Schlagzeuger der Band U2
- Rosie O’Donnell (* 1962), Schauspielerin, Moderatorin und Fernsehproduzentin
- Harold Perrineau Jr. (* 1963), Schauspieler
- Stephen Baldwin (* 1966), Schauspieler